# Thesan

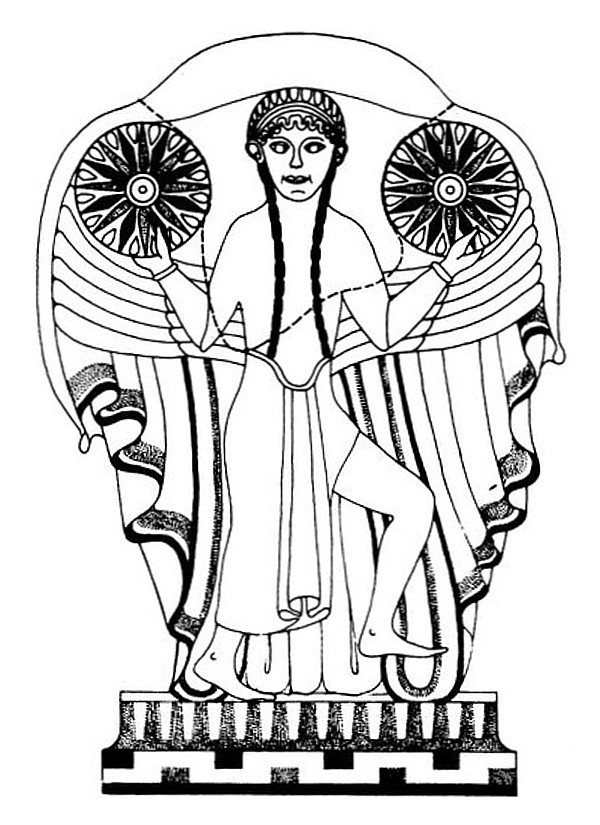
Disegno di antefissa dal santuario di Pyrgi, rappresentante probabilmente Thesan

Thesan nella mitologia etrusca era la dea dell'alba ed era anche associata al generarsi della vita.
Corrispondeva alla dea Aurora della mitologia romana e a Eos nella mitologia greca.

## Etimologia
Thesan è stata raffigurata su diversi dorsi di specchi etruschi bronzati, con un grande paio di ali sulla schiena come molte altre dee etrusche, particolarmente adatte a una dea del cielo. Un significato del suo nome è semplicemente "alba", e le parole correlate sono thesi, che significa "illuminazione", e thesviti, "chiaro o famoso". L'altro significato del suo nome la collega alla capacità di vedere il futuro, poiché thesan significa anche "divinazione", come si evince dalla parola etrusca correlata thesanthei, "divinazione", "illuminante" o "brillante". Ciò si ricollega alla sua funzione di dea dell'alba, poiché la divinazione getta luce sul futuro oscuro e permette di vedere ciò che può accadere, come l'alba, che illumina ciò che prima era buio. Alcuni la chiamavano anche dea del parto, perché era presente all'inizio del giorno, il che trova un parallelo nell'inizio della vita di un nuovo bambino. Era simile a Lucina, dea romana della luce e del parto, che portava il neonato alla luce del giorno.

## Mitologia
Gli Etruschi identificavano Thesan con la dea greca dell'aurora Eos. Nella leggenda greca, Afrodite aveva trovato Eos a letto con il suo amante Ares; per punire Eos, Afrodite infuse in lei gusto insaziabile per i giovani mortali. Gli Etruschi sembravano apprezzare molto questo mito e lo trasferirono facilmente alla loro dea; le storie raffigurate sugli specchi sono infatti perlopiù tratte dal mito greco.